# Helene Costello
Helene Costello (21 de junio de 1906 - 26 de enero de 1957) fue una actriz cinematográfica estadounidense, que trabajó principalmente en la época del cine mudo.

## Biografía
Nacida en Nueva York, Estados Unidos, era hija del prominente actor teatral y pionero de la industria cinematográfica Maurice Costello y de Mae, su mujer y también actriz. Helene era la hermana menor de la actriz Dolores Costello. Helene debutó en el cine (al lado de su padre) en la adaptación de 1909 de Los Miserables, de Victor Hugo. Siguió actuando a lo largo de la década de 1910 como actriz infantil y alcanzó la cima de su popularidad en los años veinte, aunque nunca llegó a rivalizar con el éxito de su hermana Dolores. 
A pesar de que ella ya había estado actuando desde la infancia, en 1927 Helene Costello fue seleccionada como una de las WAMPAS Baby Stars, una campaña promocional patrocinada por la Western Association of Motion Picture Advertisers de los Estados Unidos, la cual premiaba anualmente a las trece jóvenes actrices que consideraban como  más prometedoras.
Costello actuó junto a populares actores de la época muda como Myrna Loy, Louise Fazenda, Marie Prevost, Tom Mix e, incluso, Rin Tin Tin. De manera ocasional trabajó junto a su hermana Dolores en películas como The Show of Shows (1929), una producción en Technicolor de la Warner Bros.. Sin embargo, con la llegada del cine sonoro (Helene fue la protagonista de la primera película 100% sonora de la historia del cine, Lights of New York, en 1928), la carrera de Helene Costello declinó, con lo cual disminuyó el número de sus actuaciones. 
Helene contrajo cuatro matrimonios. Su primer marido fue el jugador de fútbol americano John W. Regan de 1927 a 1928. Después estuvo casada con el actor y director Lowell Sherman, entre 1930 y 1932. Su tercer marido fue Arturo del Barrio, un destacado abogado procedente de una prominente familia cubana. Se casaron en 1933 y se divorciaron en 1939. Su cuarto y último marido fue el artista George Lee LeBlanc, de 1940 a 1947. En 1941 tuvieron una hija, Diedre. Antes de irse, LeBlanc entregó a la niña al cuidado de su hermana Dolores, alegando que Helene no estaba en condiciones de hacerlo debido a su alcoholismo. Ella lo negó y trató de recuperar la custodia. En abril de 1948, problemas financieros la obligaron a retirar la demanda y Diedre fue entregada a su padre. Ingresada bajo el falso nombre de Adrienne Costello en el Patton State Hospital, para recibir tratamiento por su adicción a las drogas y el alcohol, Helene Costello falleció allí a los dos días a causa de neumonía y tuberculosis en Los Ángeles, California, en 1957, a los 50 años de edad. Fue enterrada en el Calvary Cemetery de Los Ángeles.
Por su contribución a la industria cinematográfica, Helene Costello fue recompensada con una estrella en el Paseo de la Fama de Hollywood, en el 1500 de Vine Street, en Hollywood, California.
Helene Costello era tía abuela de la actriz Drew Barrymore.